# Telescopio Schmidt

Cammino ottico all'interno di un telescopio Schmidt

Una lastra correttiva di Schmidt con le forme esagerate per renderne più visibile la curvatura.

Un telescopio Schmidt o camera di Schmidt è una camera fotografica usata in astronomia studiata per fornire fotografie ad ampio campo e ridotte aberrazioni dovute alle ottiche, grazie ad una configurazione detta catadiottrica. È detto camera Schmidt proprio perché si tratta di uno strumento principalmente rivolto all'astrofotografia.
Altri strumenti con le stesse caratteristiche sono la camera di Wright e il telescopio di Lurie-Houghton.

## L'invenzione e il progetto

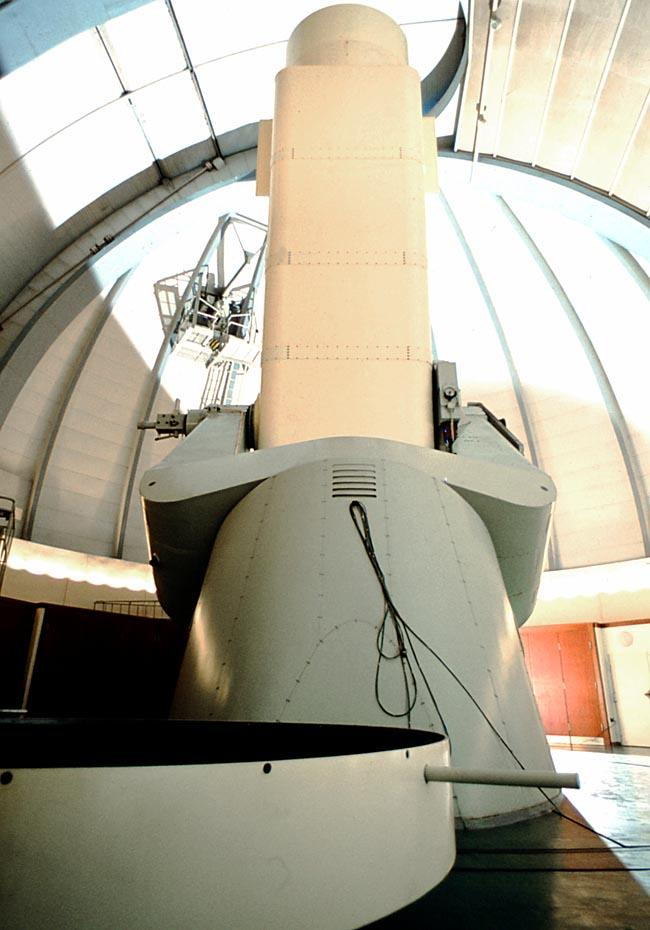
Il telescopio di 2 metri Alfred-Jensch dell'Osservatorio Karl Schwarzschild presso Tautenburg in Germania è la più grande camera Schmidt del mondo.

La camera Schmidt fu inventata da Bernhard Schmidt nel 1930. Le sue componenti ottiche sono uno specchio primario sferico e una lente correttrice asferica  posta nel centro di curvatura del primario. La pellicola sensibile o un altro rilevatore è posto nel fuoco primario. La loro costruzione permette un efficace controllo della coma e dell'astigmatismo: l'effettivo campo messo a fuoco dallo strumento può coprire dai sei ai dieci gradi.
Dato che la lastra correttrice deve essere posta nel centro di curvatura del primario, la sua distanza dallo specchio risulta essere il doppio della lunghezza focale dello specchio: per questa ragione il tubo ottico è lungo al minimo il doppio della lunghezza focale dello specchio, inoltre il diametro del primario deve essere maggiore di quello della lastra correttrice.
Le camere Schmidt hanno il piano focale curvo, pertanto la pellicola o il rilevatore devono avere superficie curva. In alcuni casi il rilevatore è reso curvo, mentre per altri supporti sottili viene applicato sulla superficie del piano focale mediante sostegni o sistemi di ritenuta o facendo il vuoto. Uno spianatore di campo è, nella sua forma più semplice, una lente convessa posta a contatto diretto con la pellicola.

## Applicazioni

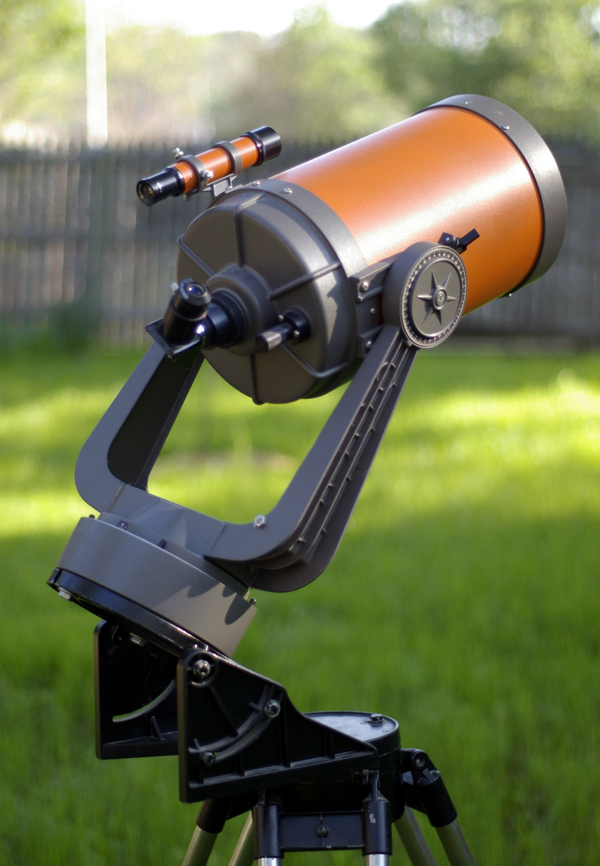
Il noto telescopio C8 dellaCelestron arancione degli anni '70

La camera Schmidt è usata tipicamente come strumento di indagine per programmi di ricerca in cui occorre seguire ampie zone di cielo. Tra queste vi è la ricerca di comete, asteroidi, novae e la catalogazione.
Questo strumento è stato anche usato, in versioni modificate, per il tracciamento dei satelliti artificiali.
Nel 1970 la Celestron commercializzò uno Schimidt-Cassegrain da 8 pollici (200 mm) denominato C8. Venne costruito con materiali a basso coefficiente di dilatazione in modo da essere posto a fuoco durante la fabbricazione. Per ogni specifico modello un fotografo predisponeva un supporto da 35 mm per la pellicola. Il Celestron C8 ha rappresentato una rivoluzione nell'astronomia amatoriale ed è uno dei telescopi di media apertura più venduti al mondo (oltre 100.000 unità vendute al 2008).
La più famosa camera Schmidt è quella dell'Oschin Schmidt Telescope presso l'Osservatorio di Monte Palomar. Fu usata dalla National Geographyc Society - Palomar Observatory Sky Survey, nella catalogazione POSS-II e altri progetti. Il telescopio usato presso il Lowell Observatory Near-Earth-Object Search per la ricerca di Near-Earth Object è una camera Schmidt. Il telescopio Schmidt presso l'Osservatorio Schwarzschild è la camera Schmidt più grande del mondo. 
Dal marzo 2009 è in funzione il satellite Kepler (Nasa) che usa una camera Schmidt con sensore CCD da 93 megapixel per individuare i transiti di pianeti extrasolari sul disco delle stelle lontane.

## Progetti derivati

### Schmidt diaframmato
Precedentemente al progetto di Schmidt, per compensare l'aberrazione sferica si poneva un diaframma nel centro di curvatura dello specchio, con una apertura di f/10. Questo eliminava l'aberrazione sferica mantenendo l'ampiezza di campo, diminuendo però l'apertura crollava la luminosità.

### Schmidt-Väisälä
Si tratta di un progetto simile a quello di Bernhard Schmidt, ad opera dell'astronomo finlandese Yrjö Väisälä: tuttavia non venne pubblicato. Väisälä risolse il problema della spianatura di campo mediante una lente biconvessa posta in stretta prossimità del supporto del film.

### Schmidt-Cassegrain
La modifica, mediante l'aggiunta di uno specchio secondario convesso al telescopio Schmidt, in modo da dirigere la luce attraverso un foro nel primario, dà luogo al telescopio Schmidt-Cassegrain. Questo schema ottico è molto diffuso tra i telescopi amatoriali di fascia media.